# Andrea Chiarello
Andrea Chiarello (Buenos Aires, Argentina, 21 de agosto de 1975) es una periodista, productora y conductora de radio y televisión argentina. Es la creadora, productora y conductora del programa Mamás felices, ganador del Premio Martín Fierro 2024 en la terna "vida sana". También es la creadora de Productora 30, una empresa de producciones audiovisuales y contenidos digitales. documentales y prensa desde Argentina para Latinoamérica.

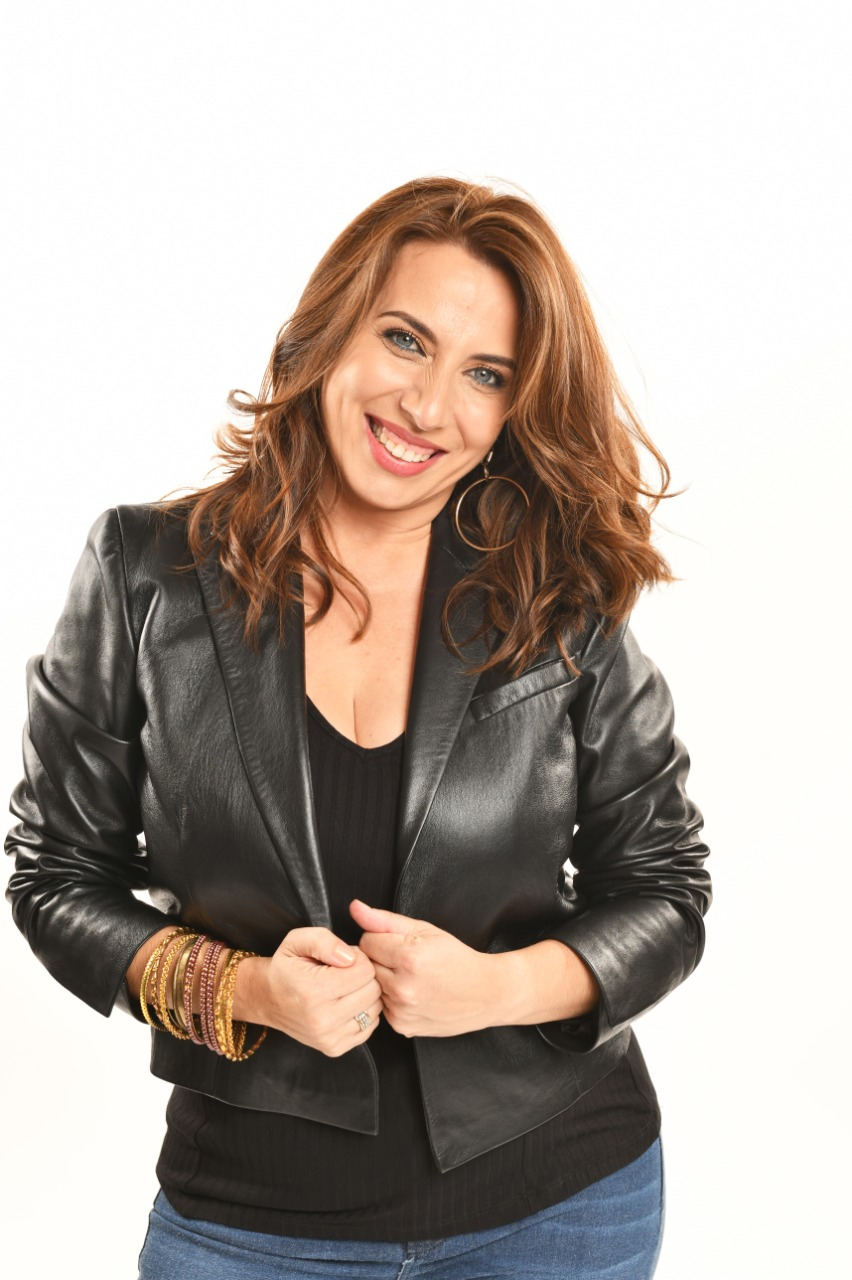
Andrea Chiarello en 2023

Es la productora del programa televisivo El run run del espectáculo emitido por Crónica TV y del programa de radio Interior emitido por Radio Nacional y conducido por Nicolas Pauls. 
También fue la productora general del canal de noticias C5N durante casi 4 años. 

## Biografía

### Formación y primeros años
A los 12 años, Andrea realizó un curso de modelo y posteriormente en su juventud realizó estudios de teatro y comenzó en los medios de comunicación haciendo algunos bolos. En 1996 finalizó sus estudios en periodismo en el Instituto Grafológico. 
En 1997 ingresó al canal América dos (hoy América TV) con una pasantía y también colaboraba con el programa Mediodía con Mauro (con Mauro Viale) donde hacía notas en la calle y donde se destacó su trabajo en el “Caso Coppola”.

### Mamás felices
En 2012, con el nacimiento de su hijo Joaquín, empezó a explorar el mundo de la maternidad y las familias tuvo la idea de generar un contenido que sea un vehículo entre las familias y profesionales, abordando temas de salud, crianza, alimentación, juegos, moda y emprendimientos. Primero durante 3 años fueron solo eventos en Bs As y mar del plata. 
Con la pandemia, el proyecto se sumó a la TV y la Radio. Incorporando allí entrevistas en primera persona a figuras importantes del arte, la cultura, y social de cada país y saliendo todos los días por la cadena latinoamericana UCL TV
Actualmente el programa se transmite en vivo vía Streaming a través de su propio canal de Youtube. 

### Premios
En la ceremonia de los premios Martín Fierro de Cable 2024, que honró lo mejor de la televisión por cable de Argentina de los años 2022 y 2023, y que se llevó a cabo en el Centro de Convenciones Costa Salguero, Mamás felices ganó el premio en la terna Vida sana. Andrea subió a recibir el premio junto a su hijo Joaquín y el equipo de Productora 30.

## Trayectoria

### Trabajos en radio y televisión
- Mediodía con Mauro (periodista y notera) América Tv  1996
- Impacto a las 7 América Tv 1997-1998
- Fenómeno Real América TV 1997
- Mediodía con Jorge Pizarro por Radio Rivadavia
- La Hoguera con Dolores Cahen D´anvers y Veronica Lozano. América TV 1999
- Informadísimos en Magazine. 2009
- Nosotros a la Mañana por Canal 13. 2019
- El diario con Eduardo Feinmann (C5N) 2007-2015

### Con Productora 30
- Mamás Felices Streaming 5ta temporada 2025. YouTube  (Productora y conductora)
- Mamás Felices UCL Televisión 4 temporadas 2020-2024 (Productora y conductora)
- Aló Pachano con Aníbal Pachano por Radio Nacional. 2024 (Productora)
- Temporada de Arte con Fabian Medina por Canal A. 2024 (Productora)
- Ciudad de Cúpulas con Aníbal Pachano por Canal A 2022-2023 (Productora)
- Interior con Nicolás Pauls por Radio Nacional (Productora) 2024
- El Run Run del espectáculo por Crónica TV (Productora) 2020-Actualidad